# Горем (Мэн)
Горем (англ. Gorham) — город в округе Камберленд, в штате Мэн, США. По подсчетам бюро переписи населения в 2000 году население города составляло 14 141 человек. В городе расположен один из трех кампусов Университета Южного Мэна. Горем является частью агломерации Портленд — Саут-Портленд — Биддефорд.

## География
Согласно бюро переписи населения США, общая площадь города — 132,8 км², из которых: 131,2 км² — земля и 1,6 км² (1,23 %) — вода.

## Население
Согласно переписи населения в 2000 году, в городе проживали 14 141 человек, было 4875 домашних хозяйств и 3529 семей. Плотность населения составляла 107,8 человек на км². Количество жилых построек составило 5051 со средней плотностью 38,5 на км². Разделение на расы составило: 97,57 % белых, 0,42 % афроамериканцев, 0,33 % американских индейцев, 0,64 % азиатов, 0,01 % выходцы из Океании, 0,17 % другие расы, и 0,87 % указали две или более расы. 0,6 % населения составили латино.
Из 4875 домашних хозяйств, 38,7 % имели детей в возрасте до 18 лет, 59,2 % были женаты и жили вместе, 10 % имели женщину без мужа как главу хозяйства и 27,6 % не имели родства. 20,5 % домашних хозяйств состояли из одного человека и 8,3 % состояли из одного человека в возрасте 65 лет или старше. Средний размер домашнего хозяйства составил 2,67 человек, средний размер семьи 3,11 человек.
Возрастной состав населения: 25,9 % моложе 18 лет, 13,7 % с 18 до 24 лет, 28,9 % с 25 до 44 лет, 21,5 % с 45 до 64, 10 % 65 лет или старше. Средний возраст был 34 год. На каждые 100 женщин приходился 93,8 мужчин. На каждые 100 женщин в возрасте 18 лет и старше приходилось 90,2 мужчин.
Средний доход на домашнее хозяйство составлял $50 316 в год, средний доход на семью $55 434. Мужчины имели средний доход $37 828, женщины $30 394. Средний годовой доход на душу населения города составил $21 174. Около 5,1 % семей и 7,4 % населения были за чертой бедности, из них 9,7 % в возрасте до 18 лет и 6,7 % 65 лет и старше.
Ниже приводится динамика численности населения города.

## Знаменитые уроженцы
- Елена Уайт — идейный реформатор и соорганизатор Церкви Адвентистов Седьмого Дня.
- Эдвин Холл — американский физик.
- Чарльз Дэвис Джеймсон (1827—1862) — военачальник и политик времён Гражданской войны в США.

## Галерея
- Школа в Гореме, 1905 год (теперь Университет Южного Мэна)
- Конгрегационалистская церковь и часовня, 1915 год